# 165 Loreley
A 165 Loreley a Naprendszer kisbolygóövében található aszteroida. Christian Heinrich Friedrich Peters fedezte fel 1876. augusztus 9-én.